# Peliala apicalis
Peliala apicalis är en fjärilsart som beskrevs av Walker. Peliala apicalis ingår i släktet Peliala och familjen nattflyn. Inga underarter finns listade i Catalogue of Life.